# Эррера, Палома
Палома Эррера (исп. Paloma Herrera; 21 декабря 1975, Буэнос-Айрес) — аргентинская артистка балета и хореограф.

## Биография
Палома Эррера родилась в Буэнос-Айресе 21 декабря 1975 года и стала изучать балет в 7 лет у Ольги Ферри. Она быстро стала именитой танцовщицей в Южной Америке, выиграв множество конкурсов по всей Аргентине, и смогла продолжить свое обучение в школе балета в Минске в БССР; вернувшись в Буэнос-Айрес, она получила роль Амура в балете «Дон Кихот» в театре Колон. В дальнейшем Наталия Макарова пригласила Эрреру учиться с ней в Английском национальном балете в Лондоне. Эррера училась в Школе американского балета в Нью-Йорке, где произвела такое хорошее впечатление, что была выбрана исполнять главную роль в «Раймонде» в ежегодном мастер-классе школы. В 1991 году она официально стала членом кордебалета Американского балетного театра, к 1993 году она стала солисткой, а к 1995 году стала премьером. В 2001 году Эррера была отмечена Американским Иммиграционным Советом за свой вклад из числа иммигрантов Нью-Йорка. Эррера ушла из профессионального балета в качестве артиста в 2015 году.
8 августа 2017 года она была назначена директором театра Колон, на этом посту она заменила Максимилиана Гуэрра, отстранённого от должности после публичной конфронтации с танцевальным коллективом театра. Инаугурация состоялось в самом театре под руководством мэра города Орасио Ларрета.